# San Diego (Bogotá)
San Diego es un barrio de Bogotá, ubicado en la localidad de Santa Fe, que abarca el Centro Internacional de la ciudad. Este sector tiene una población flotante de 1 700 000 personas.

## Historia

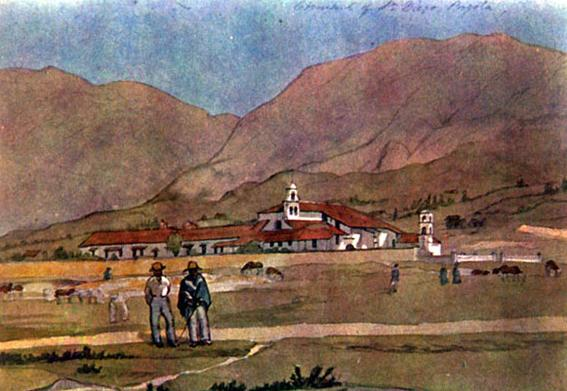
Iglesia y Recoleta de San Diego en una acuarela de Edward Mark Walhouse (1850).

El territorio de este barrio fue una de las periferias históricas de Bogotá en la época de la colonia y gira en torno a la Iglesia Recoleta construido por los franciscanos en 1606, en terrenos de la Quinta de Burburata (cuyo propietario era Antonio Maldonado de Mendoza), constituyéndose así en la entrada norte de la ciudad bifurcada por dos caminos: Camino Bajo (Carrera 13) y Camino Alto (Carrera Séptima). Con el tiempo San Diego era punto de atención en cuanto a peregrinaciones religiosas y cabalgatas. 
A partir de 1910, se integra a la ciudad por completo con la construcción del Parque de la Independencia y la pavimentación de los caminos coloniales y el de Engativá (la actual Avenida El Dorado) y en 1960, el barrio fue perdiendo extensión a raíz de la ampliación de dichas avenidas. 
Recientemente fue objeto de una renovación urbana para dar paso a la tercera fase del sistema TransMilenio.

## Geografía
De carácter urbano, la zona verde con que cuenta es el Parque de la Independencia antiguamente conocido como parque centenario, mas el proyecto en construcción sobre la Calle 26 planteado por el arquitecto Rogelio Salmona Parque Bicentenario que será el conector entre el Centro Internacional y el Centro Histórico de la Capital, el centro de negocios y de oficinas del Centro Internacional de Bogotá, las Torres del Parque de Salmona, así como la ahora plaza de la cultura de Santamaría plaza de toros de Santamaría y el Planetario Distrital.
Barrios vecinos
Al norte con el barrio Samper, San Martín y Chapinero . Al sur con La Alameda y Las Nieves. Al oriente con Bosque Izquierdo y La Macarena. Al occidente con Armenia.

## Economía
El sector es de carácter comercial y de servicios, puesto que se asentado sobre el Centro Internacional de Bogotá. Posee sedes bancarias importantes, hoteles, restaurantes y museos.

## Transporte
Las carreras Décima y Séptima lo atraviesan de sur a norte y la Avenida 26 de oriente a occidente. Sus principales accesos son la Décima y la Avenida Caracas, pues cuentan con troncales de TransMilenio. La Calle 26 la conecta con el Aeropuerto Internacional El Dorado y la Séptima con el Centro Histórico y el norte de la ciudad.
Cuenta con varias estaciones de Transmilenio. Al norte, se encuentra la estación Museo Nacional - FNG. Al sur, San Diego. Al oriente, Universidades - CityU. Y al occidente, Calle 26.

## Sitios de interés
- La Torre Colpatria
- La Iglesia de San Diego
- El Parque de la Independencia
- Las Torres del Parque
- La Plaza de toros de Santamaría
- El Centro Internacional
- El Planetario Distrital
- La Plaza de La Rebeca
- El Edificio Seguros Tequendama